# Simulium uchidai
Simulium uchidai es una especie de insecto del género Simulium, familia Simuliidae, orden Diptera.

## Distribución
Se distribuye por China y Japón.

## Taxonomía
Fue descrita científicamente por Takahasi, 1950.